# Eguenigue
Eguenigue és un municipi francès, es troba al departament del Territori de Belfort i a la regió de Borgonya - Franc Comtat. L'any 1999 tenia 283 habitants.

## Geografia
El municipi està situat entre Roppe i Menoncourt a 7 km de Belfort, a una altitud d'uns 360 metres.

## Demografia
| 1962 | 1968 | 1975 | 1982 | 1990 | 1999 |
| ---- | ---- | ---- | ---- | ---- | ---- |
| 129  | 142  | 208  | 229  | 292  | 283  |